# Tom Buer
Tom Wedde Buer (15 marzo 1970) è un ex calciatore norvegese, di ruolo centrocampista.

## Carriera

### Club
Buer giocò con la maglia del Lillestrøm dal 1989 al 1993. Passò poi al Lyn Oslo, per cui debuttò il 16 aprile 1994, quando fu titolare nel pareggio per 2-2 contro lo Strindheim. Il 2 maggio segnò la prima rete, nel 4-3 inflitto allo Jevnaker.

### Nazionale
Conta 11 presenze e 2 reti per la Norvegia under 21. Esordì il 3 aprile 1990, quando fu titolare nel successo per 0-2 sulla Svizzera under 21. Il 16 aprile 1991 siglò la prima rete, nella sconfitta per 2-1 contro l'Austria under 21.